# Viholansaari (ö i Södra Savolax)
Viholansaari är en halvö i Finland. Den ligger i sjön Pihlajavesi och i kommunen Nyslott i  landskapet Södra Savolax, i den sydöstra delen av landet, 280 km nordost om huvudstaden Helsingfors. Öns area är 62,5 hektar och dess största längd är 1,9 kilometer i öst-västlig riktning.